# Bassus bishopi
Bassus bishopi är en stekelart som först beskrevs av Nixon 1941.  Bassus bishopi ingår i släktet Bassus och familjen bracksteklar. Inga underarter finns listade.